# Catedral de San José (San Diego)
La catedral de San José  (en inglés: St. Joseph Cathedral) es la catedral de la diócesis de San Diego. Está localizada en San Diego, California. La parroquia fue fundada en 1874 y el actual edificio fue finalizado en 1894. La catedral de San José fue elevada a catedral en 1936.